# Катранык
Катранык (рум. Catranîc) — село в Фалештском районе Молдавии. Относится к сёлам, не образующим коммуну.

## География
Село расположено на высоте 129 метров над уровнем моря.

## Население
По данным переписи населения 2004 года, в селе Катранык проживает 1397 человек (673 мужчины, 724 женщины).
Этнический состав села:
| Национальность | Число жителей | Процентный состав |
| -------------- | ------------- | ----------------- |
| молдаване      | 1367          | 97.85             |
| румыны         | 13            | 0.93              |
| украинцы       | 9             | 0.64              |
| русские        | 5             | 0.36              |
| гагаузы        | 1             | 0.07              |
| прочие         | 2             | 0.14              |
| Всего          | 1397          | 100%              |